# São Sebastião do Caí (kommun)
São Sebastião do Caí är en kommun i Brasilien.   Den ligger i delstaten Rio Grande do Sul, i den södra delen av landet, 1 600 km söder om huvudstaden Brasília. Antalet invånare är 21 944.
Följande samhällen finns i São Sebastião do Caí:
- São Sebastião do Caí

I omgivningarna runt São Sebastião do Caí växer i huvudsak städsegrön lövskog. Runt São Sebastião do Caí är det tätbefolkat, med 427 invånare per kvadratkilometer.